# Hanne Ørstavik
Hanne Ørstavik (Tana, 28 novembre 1969) è una scrittrice norvegese.

## Biografia
Nata a Tana, nella contea di Finnmark, il 28 novembre 1969, a 16 anni si è trasferita a Oslo.
Laureata in psicologia, lingua francese e sociologia, ha esordito come scrittrice nel 1994, con il romanzo Hakk; il suo primo grande successo letterario è stato, tre anni dopo, Amore, che nel 2006 è stato votato sesto miglior romanzo norvegese degli ultimi 25 anni.
Ørstavik ha pubblicato complessivamente 12 romanzi, ottenendo numerosi riconoscimenti letterari tra i quali spiccano il Premio Dobloug assegnatole dall'Accademia svedese nel 2002 e il Premio Brage, assegnatole in patria nel 2004.
A Bordeaux c'è una grande piazza aperta è il suo primo romanzo tradotto in italiano, traduzione alla quale la stessa scrittrice (che vive a Milano dal 2017) ha contribuito assieme a Sara Culeddu. Nel maggio 2019 è apparsa la traduzione italiana della sua opera di maggior successo, Amore.

## Opere

### Narrativa
- 1994: Hakk
- 1995: Entropi
- 1997: Kjærlighet
  - Amore, Milano, Ponte alle Grazie, 2019, ISBN 978-88-3331-110-4
- 1999: Like sant som jeg er virkelig
- 2000: Tiden det tar
- 2002: Uke 43
- 2004: Presten
- 2006: Kallet - romanen
- 2009: 48 rue Defacqz
- 2011: Hyenene
- 2013: Det finnes en stor åpen plass i Bordeaux
  - A Bordeaux c'è una grande piazza aperta, Milano, Ponte alle Grazie, 2018, ISBN 978-88-6833-714-8
- 2014: På terrassen i mørket
- 2017: Over fjellet
- 2019: Roman. Milano
- 2020: Ti amo
  - Ti amo, Milano, Ponte alle Grazie, 2021, ISBN 978-88-3331-668-0
- 2023: Bli hos meg

## Riconoscimenti
- Sult Prize, 1999
- Oktober Prize, 2000
- Premio Dobloug, 2002
- Amalie Skram Prize, 2002
- Klassekampen's Literary Award, 2004
- Premio Brage, 2004
- Aschehoug Prize, 2007
- PEN Translation Prize, 2019 (Martin Aitken per la traduzione inglese di Kjærlighet)
- Gyldendalprisen, 2023